# Kenan Şimşek
Kenan Şimşek est un lutteur turc spécialiste de la lutte libre né le 1er juin 1968 à Ordu.

## Biographie
Kenan Şimşek participe aux Jeux olympiques d'été de 1992 à Barcelone dans la catégorie des poids mi-lourds et remporte la médaille d'argent.